# Crocidura elongata
Crocidura elongata là một loài động vật có vú trong họ Chuột chù, bộ Soricomorpha. Loài này được Miller & Hollister mô tả năm 1921.